# Costa Book Awards
Книжкова премія Costa Book Awards — це серія щорічних літературних нагород, якими відзначають англомовні книжки письменників, що живуть у Великобританії та Ірландії. Спочатку премія називалася Whitbread Book Awards з 1971 по 2005 рік на честь свого першого спонсора, компанії Whitbread, тодішньої пивоварні та власника мережі ресторанів, і була перейменована, коли Costa Coffee, тодішня дочірня компанія Whitbread, перебрала на себе спонсорську підтримку. Супутня премія Costa Short Story Award була заснована у 2012 році. Costa Coffee була придбана компанією Coca-Cola у 2018 році. Нагороди були раптово припинені у 2022 році.
Нагороди присуджувалися як за високі літературні заслуги, так і за твори, які приносили задоволення від читання, і їхньою метою було донести насолоду від читання до якомога ширшої аудиторії. Таким чином, вони вважалися більш популістською літературною премією, ніж Букерівська премія, яка також обмежувала коло переможців літературою, написаною англійською мовою та опублікованою у Великій Британії та Ірландії.
Нагороди були розділені на шість категорій: «Біографія», «Дитячі книги», «Перший роман», «Роман», «Поезія» та «Оповідання».
У 1989 році виникла суперечка, коли судді спочатку присудили премію за найкращий роман «Зоні бойових дій» Александра Стюарта, а потім відкликали її перед церемонією на тлі гострих суперечок між суддями, зрештою присудивши її «Химерному весіллю» Ліндсей Кларк.

## Історія
У 1989 році книжкову премію Whitbread Book Award за найкращий роман було вперше присуджено за «Зону війни» Александра Стюарта. Однак член журі Джейн Гардам відчула, що книга «відштовхує», і звернулася безпосередньо до компанії Whitbread, стверджуючи, що присудження премії роману Стюарта зробить їх «посміховиськом». Через десять днів після витоку цієї історії в пресу двох інших членів журі, Девіда Кука та Вела Хеннесі, вдалося переконати змінити свою думку, і замість них премію отримала «Химерне весілля» Ліндсі Кларк. І Кук, і Хеннесі знайшли цей досвід настільки неприємним, що заприсяглися ніколи більше не засідати в журі премії.
Нагороди припинили присуджувати у 2022 році, причому нагороди 2021 року стали останніми. Лише за місяць після цього було скасовано книжкову премію «Блакитний Пітер», і залишилося лише три загальновизнані нагороди для британської дитячої літератури (Дитяча книжкова премія Вотерстоуна, медаль Карнегі та медаль Кейт Ґріневей).

## Процес
Існувало п'ять номінацій книжкової премії. Вони не змінювалися відтоді, як у 1985 році було запроваджено Поетичну премію, хоча дитяча категорія називалася «дитячий роман» або «дитяча книга року». Категорії такі:
- Роман
- Перший роман
- Дитяча книжка
- Поезія
- Біографія

Кожен з п'яти письменників-переможців отримав 5 000 фунтів стерлінгів. Премія вимагала від видавців гонорар у розмірі 5 000 фунтів стерлінгів, якщо книга потрапляла до шорт-листа.

### Короткі оповідання
Премія за оповідання була заснована у 2012 році з премією у розмірі 3,500 фунтів стерлінгів за перше оповідання, 1,000 фунтів стерлінгів за друге і 500 фунтів стерлінгів за третє оповідання. Оповідання-переможець визначався шляхом публічного голосування з шести оповідань, які були відібрані суддівською колегією. Процес був «сліпим» на обох етапах, оскільки неопубліковані роботи залишалися анонімними до самого завершення.
У перший рік шість оповідань-фіналістів були анонімно виставлені в Інтернеті, поки тривало публічне голосування, за два місяці до оголошення переможця.